# Quận của tỉnh Charente
3 quận của tỉnh Charente gồm:
1. Quận Angoulême, (tỉnh lỵ của tỉnh Charente: Angoulême) với 21 tổng và 245 xã. Dân số của quận này là 219.175 người năm 1990, 219.826 người năm 1999, tăng trưởng dân số là 0.3%.
2. Quận Cognac, (quận lỵ: Cognac) với 8 tổng và 96 xã. Dân số của quận này là 84.535 người năm 1990, và 83.083 người năm 1999, tăng trưởng dân số là 1.72%.
3. Quận Confolens, (quận lỵ: Confolens) với 6 tổng và 63 xã. Dân số của quận này là 38.283 người năm 1990, và 36.719 người năm 1999, tăng trưởng dân số là 4.09%.